# Lipocarpha mangarevica
Lipocarpha mangarevica är en halvgräsart som beskrevs av Harold St.John. Lipocarpha mangarevica ingår i släktet Lipocarpha och familjen halvgräs. Inga underarter finns listade i Catalogue of Life.